# Dolly-Varden-Forelle
Die Dolly-Varden-Forelle (Salvelinus malma) ist eine Art der Saiblinge aus der Familie der Lachsfische.

## Merkmale
Es handelt sich um einen mittelgroßen Salmoniden mit einer durchschnittlichen Körperlänge von 36 bis 46 Zentimeter und einem Körpergewicht von 0,45 bis 1,1 Kilogramm. Unter ungünstigen Bedingungen, wie in kleinen Bächen, erreicht sie nur 10 bis 13 Zentimeter und ca. 28 Gramm Gewicht. Das bisherige Rekordexemplar erreichte 8,7 Kilogramm. Fortpflanzungsfähigkeit erreichen sie typischerweise mit 12 bis 21 Zentimeter Körperlänge. Die Beschuppung ist mit 220 bis 300 Reihen pro Körperseite noch kleiner als bei den meisten Salmoniden, so dass die Fische bei entfernter Betrachtung unbeschuppt wirken. Die Färbung ist ausgesprochen variabel. Als Saibling ist sie gegenüber Arten der Gattungen Salmo und Oncorhynchus daran zu unterscheiden, dass die Flanken helle (weißliche bis rosafarbene) Punkte auf dunklerem Grund tragen, nicht dunkle Punkte auf hellerem Grund. Im Meer lebende Tiere sind meist silbrig mit grünem Schimmer mit oranger Fleckenzeichnung, im Süßwasser lebende eher braun bis grün, mit orangen bis roten Flecken, gefärbt. Zur Laichzeit entwickeln Männchen eine Prachtfärbung mit grünschwarzem Rücken mit leuchtend roten Flecken, rotem Bauch, schwarzen Kiemendeckeln und orange und schwarz gefärbten Flossen mit abgesetzt weißem Saum. Wie viele Salmoniden bilden die Männchen dann einen nach oben gebogenen Mundhaken aus.
Die Art ist von anderen Arten der Saiblinge, von denen in Nordamerika (je nach Auffassung und Artabgrenzung) etwa fünf Arten leben, schwer sicher zu unterscheiden; insbesondere Stierforelle und Wandersaibling können äußerst ähnlich werden. Die Gestalt- und Färbungsmerkmale sind innerhalb der Arten sehr variabel und überlappen mit denjenigen verwandter Arten, zudem kommen Hybride vor, wo sich die Verbreitungsgebiete überlappen oder Arten außerhalb der natürlichen Verbreitung ausgesetzt wurden. Eine genaue Bestimmung ist nur anhand von inneren Merkmalen möglich und bleibt in vielen Fällen unsicher; sie ist dann nur anhand genetischer Marker möglich. Das Pflugscharbein (Vomer) trägt nur im vorderen Abschnitt Zähne (Gattungsmerkmal). Die Kiemenreusen tragen bei südlich verbreiteten Tieren 16 bis 19, bei denen im Norden 20 bis 24 Zähne. Die Zahl der Wirbel liegt zwischen 62 und 70. Die Zahl der Pylorusschläuche im Magen liegt zwischen 25 und 30, beides deutlich weniger als bei (nordamerikanischen) Seesaiblingen. Die Unterscheidung von der Stierforelle gelingt in Gebieten mit sympatrischer Verbreitung äußerlich nur bei größeren, typischen Exemplaren. Große Stierforellen besitzen größere Köpfe und Kiefer, der Kopf ist auf der Oberseite stärker abgeflacht; die Augen sitzen etwas höher am Kopf. Wichtige Merkmale zur genauen Unterscheidung von der Stierforelle sind die Zahl der Kiemenstrahlen, der Strahlen der Afterflosse und das Verhältnis der Oberkieferlänge zur Gesamtlänge; da diese Werte allometrisch mit der Körpergröße zusammenhängen, müssen sie nach einer komplexen Formel morphometrisch miteinander verrechnet werden. Auch dann verbleiben Individuen, die nicht bestimmbar sind oder der falschen Art zugeordnet werden.

## Verbreitung
Laichgewässer der Art sind in den Nordostpazifik beiderseits der Beringstraße und den angrenzenden Arktischen Ozean einmündende Fließgewässer, seltener auch stehende Gewässer wie Seen. Sie leben in meeresnahem Gebiet der Westküste Nordamerikas, südlich bis zum Puget Sound in Washington, über British Columbia, Yukon und große Teile Alaskas bis in die Nordwest-Territorien sowie östlich bis zum Mackenzie River. In Asien werden Nordost-Sibirien westlich bis zur Kolyma einschließlich der vorgelagerten Inseln und Kamtschatka besiedelt, südlich bis zur japanischen Insel Hokkaidō. Gemeinsame (sympatrische) Vorkommen mit der nahe verwandten und ähnlichen Stierforelle gibt es nur in einem Streifen im westlichen British Columbia und im anschließenden nördlichen Washington.

## Biologie, Lebensraum und Lebensweise
Die Art lebt meist als anadromer Wanderfisch; das bedeutet, Jungtiere wandern über Fließgewässer bis ins Meer ab, Paarung und Laichablage erfolgen aber immer im Süßwasser. Neben anadromen Populationen gibt es seltener, vor allem im Süden des Verbreitungsgebiets, auch Populationen in vom Meer isolierten Seen, die nicht wandern. Die Fische überwintern im Süßwasser, dabei wandern Tiere aus kleinen Gewässern in große Seen oder Flüsse ab. Die Geschlechtsreife wird in Alaska mit 5 bis 6 Jahren erreicht, die südliche Unterart erreicht ein Lebensalter von ca. 8, die nördliche von bis zu 16 Jahren. Sie können während ihres Lebens dabei in mehreren Jahren (bis zu dreimal) ablaichen. Die Paarungszeit und Laichperiode liegt im Herbst. Die Weibchen legen 600 bis 6.000, im Norden bis zu 10.000 Eier in Kiesgrund des Gewässers ab. Im zweiten bis vierten Lebensjahr wandern die Jungfische anadromer Populationen ins Meer ab.
Die Art ist in ihrer Ernährung relativ unspezialisiert.

## Taxonomie und Systematik
Die Gliederung der Gattung Salvelinus in Arten ist ein schwieriges Problem, über das bis heute keine Einigkeit besteht. Nachdem zunächst alle der „Myriaden von beschrieben und unbeschriebenen Formen“ bis zur weiteren Klärung in einer Art (Salvelinus alpinus) vereinigt worden waren, setzte sich in den 1960er Jahren die Ansicht durch, dass zwei Arten, Salvelinus alpinus und Salvelinus malma, existieren würden. 1978 stellte Ted Cavender von der Ohio State University fest, dass das, was man vorher als Salvelinus malma angesehen hatte, in Wirklichkeit zwei Arten sein müssen, und dass die Stierforelle (Salvelinus confluentus) spezifisch verschieden von der Dolly Varden ist. Bei allen älteren Angaben ist es daher unklar, auf welche Art sie sich wirklich beziehen.
Weitere Fortschritte wurden danach vor allem durch die neue Disziplin der Phylogenomik erzielt, bei der der Vergleich homologer DNA-Sequenzen als Arbeitsmittel der Phylogenie und Systematik herangezogen wird. Dabei wurden nun auch die asiatischen Populationen des Artenkomplexes wieder verstärkt untersucht; die Art Salvelinus malma war ursprünglich durch Johann Julius Walbaum 1792 anhand von Tieren aus Sibirien (als Salmo malma) erstbeschrieben worden. Dabei konnten zunächst je eine nördliche und eine südliche Population sowohl in Asien wie auch in Amerika unterschieden werden. Die Analyse erwies sich aber als schwierig, weil die Arten offenbar evolutionär jung sind (wenige Millionen Jahre alt) und teilweise durch Introgression infolge von Hybridisierungs-Ereignissen überprägt wurden, wodurch Stammbäume auf Basis der MtDNA und der nuklearen DNA nicht immer übereinstimmen.
Die südliche asiatische Population, zunächst als Unterart Salvelinus malma krascheninnikovi Taranetz aufgefasst, wurde später als Salvelinus curilus (Pallas, 1814) in den Artrang erhoben. Die nördlichen asiatischen und amerikanischen Populationen erwiesen sich als genetisch und morphologisch identisch. Danach werden heute oft zwei Unterarten unterschieden (die aber nicht von allen Taxonomen akzeptiert werden):
- Salvelinus malma malma (Nominatform, nördliche Unterart) – Nordostasien, nordwestliches Nordamerika
- Salvelinus malma lordii (Günther, 1866), auch als lordi geschrieben (südliche Unterart) – Nordamerika, südlich des Golfs von Alaska

## Namensgebung
Dolly Varden ist ein Charakter in Charles Dickens’ Roman Barnaby Rudge mit einer Vorliebe für sehr farbenfrohe Kleider. Im 19. Jahrhundert, als die Geschichte weitaus populärer war als heute, wurden sehr farbige Kleider generell öfters mit diesem Namen belegt. Angler übertrugen ihn auf die (im Laichkleid) sehr farbenfrohe Fische, die sie in Flüssen Nordamerikas fingen.

## Häufigkeit, ökonomische Bedeutung
Die Art ist in Teilen ihres Verbreitungsgebiets nicht selten.
In der ersten Hälfte des 20. Jahrhunderts wurden Dolly Varden als „Schädlinge“ verfolgt. Die Art war damals bei Anglern eher unbeliebt, und man nahm an, sie würde dem Nachwuchs begehrter Speisefische wie pazifischer Lachsarten schaden. Von 1921 bis 1940 zahlte die US-Fischereibehörde sogar eine Prämie für abgelieferte Schwanzflossen der Art aus. Heute weiß man, dass die Vermutung völlig unbegründet war; möglicherweise fördern die Dolly-Varden-Forellen sogar indirekt den Lachsnachwuchs. Heute wird die Art von Sportanglern intensiv befischt und ist dadurch in Teilen ihres Verbreitungsgebiets selten geworden. In Teilen Alaskas gelten daher Fangbeschränkungen. Teilweise werden Bestände auch durch den Beifang in der kommerziellen Lachsfischerei dezimiert.